# Iván Campo
Iván Campo Ramos (San Sebastián, 21 februari 1974) is een Spaans voetballer. Hij verruilde in 2009 Ipswich Town FC voor AEK Larnaca. Vanwege zijn lange krullende haar heeft Campo als bijnaam The Monkey (De Aap) en The Gyppo (De Egyptenaar).

## Clubvoetbal
Campo begon zijn profloopbaan in het seizoen 1992/1993 bij het tweede elftal van CD Logroñés. Via Deportivo Alavés (1993-1996), Valencia CF (1996-1997) en RCD Mallorca (1997-1998) kwam de verdediger in 1998 bij Real Madrid. In 2000 won de club de UEFA Champions League met Campo als basisspeler in de finale Valencia CF met 3-0 te verslaan. Uiteindelijk kon Campo zijn basisplaats niet vasthouden en kwam hij minder aan spelen toe. In 2002 vertrok de Bask daarom naar Bolton Wanderers FC, waar Campo een vaste waarde werd.

### Statistieken
| Seizoen   | Club             | Wedstrijden | Doelpunten | Competitie         |
| --------- | ---------------- | ----------- | ---------- | ------------------ |
| 1993-1996 | Deportivo Alavés | 45          | 2          | Segunda División A |
| 1996-1997 | Valencia CF      | 7           | 1          | Primera División   |
| 1997-1998 | RCD Mallorca     | 33          | 1          | Primera División   |
| 1998-2002 | Real Madrid CF   | 60          | 1          | Primera División   |
| 2002-2008 | Bolton Wanderers | 140         | 12         | Premier League     |

## Nationaal elftal
Campo speelde vier interlands voor het Spaans nationaal elftal. Hij debuteerde op 25 maart 1998 tegen Zweden. Campo behoorde tot de Spaanse selectie voor het wereldkampioenschap 1998 in Frankrijk. Voorafgaand aan dit toernooi speelde hij op 3 juni in een oefenwedstrijd tegen Noord-Ierland en op het WK was de verdediger tegen Nigeria basisspeler. Op 16 augustus 2000 speelde Campo tegen Duitsland zijn vierde en laatste interland. voorafgaand aan het EK op 5 juni 2006 was uiteindelijk zijn laatste interland.

## Erelijst
Real Madrid
- UEFA Champions League

2000